# Twisted Transistor
«Twisted Transistor» es una canción escrita y grabada por la banda estadounidense Korn para su séptimo álbum de estudio See You On The Other Side. Fue lanzada como el primer sencillo del álbum en noviembre de 2005.

## Video musical
El video musical de la canción simula ser un falso documental (al estilo de Spin̈al Tap) en el que cuatro raperos interpretan a los miembros de Korn: Lil' Jon como Jonathan Davis, Xzibit como Reginald Arvizu, David Banner como David Silveria y Snoop Dogg como James Shaffer. Los verdaderos miembros de Korn aparecen al final del video como representantes de "Fony Music", quejándose de que el video no va a ser exitoso debido a su falta de "bling-bling".

## Listado de canciones
Versión del Reino Unido (Disco compacto, sencillo de 7 pulgadas)
1. «Twisted Transistor» (versión radial)
2. «Too Late I'm Dead»

Versión australiana (Disco compacto)
1. «Twisted Transistor» (versión radial)
2. «Appears»
3. «Twisted Transistor» (Kupper's Elektro-tek radio edit)

Versión promocional (sencillo de 12 pulgadas)
1. «Twisted Transistor» (Dummies Club Mix)
2. «Twisted Transistor» (versión radial)
3. «Twisted Transistor» (Kupper's Elektro-tek Klub Mix)
4. «Twisted Transistor» (Josh Harris F=ck The Club Mix)

## Listas de popularidad
| Lista (2005-2006)                 | Posición más alta |
| --------------------------------- | ----------------- |
| Australian Singles Chart          | 24                |
| Billboard Hot 100                 | 64                |
| Billboard Hot Dance Club Play     | 24                |
| Billboard Hot Digital Songs       | 60                |
| Billboard Hot Modern Rock Tracks  | 9                 |
| Billboard Mainstream Rock Tracks  | 3                 |
| Billboard Pop 100                 | 63                |
| Irish Singles Chart               | 24                |
| Listas musicales de Alemania      | 66                |
| Listas musicales de Finlandia     | 6                 |
| Listas musicales de Italia        | 35                |
| Nederlandse Top 40 (Países Bajos) | 27                |
| Swiss Record Charts               | 17                |
| UK Singles Chart                  | 60                |
| Ö3 Austria Top 40                 | 37                |